# ITF Women’s World Tennis Tour 2025
Die ITF Women’s World Tennis Tour 2025 ist nach der WTA Tour und der WTA Challenger Series die dritthöchste Turnierserie im Damentennis.

## Turniere
Insgesamt werden 2025 für die Tennisspielerinnen mehrere hundert Turniere auf der ITF Women’s World Tennis Tour veranstaltet.

## Weltranglistenpunkte
Abhängig von der erreichten Runde erhalten die Spielerinnen folgende Punkte für die WTA-Weltrangliste (Kategorien: W15 - W100).
Zu den bekannten Kategorien W100 als höchste und W15 als niedrigste Turnierkategorien kommen Veranstaltungen der Einstufungen W75, W50 und W35. 
| Turnierkategorie            | S                      | F                      | HF                     | VF                     | AF                     | R32                    | R64                    | Q                      | QF                     |                        |
| ↓ WTA Ranking Points ↓      | ↓ WTA Ranking Points ↓ | ↓ WTA Ranking Points ↓ | ↓ WTA Ranking Points ↓ | ↓ WTA Ranking Points ↓ | ↓ WTA Ranking Points ↓ | ↓ WTA Ranking Points ↓ | ↓ WTA Ranking Points ↓ | ↓ WTA Ranking Points ↓ | ↓ WTA Ranking Points ↓ | ↓ WTA Ranking Points ↓ |
| --------------------------- | ---------------------- | ---------------------- | ---------------------- | ---------------------- | ---------------------- | ---------------------- | ---------------------- | ---------------------- | ---------------------- | ---------------------- |
| ITF W100 (48E, 32Q, 24Q)    | 100                    | 65                     | 39                     | 21                     | 12                     | 7                      | 1                      | 5                      | 3                      |                        |
| ITF W100 (32E, 32/24Q)      | 100                    | 65                     | 39                     | 21                     | 12                     | 1                      | –                      | 5                      | 3                      |                        |
| ITF W100 (16D)              | 100                    | 65                     | 39                     | 21                     | 1                      | –                      | –                      | –                      | –                      |                        |
| ITF W75 (48E, 32Q, 24Q)     | 75                     | 49                     | 29                     | 16                     | 9                      | 5                      | 1                      | 3                      | 2                      |                        |
| ITF W75 (32E, 32/24Q)       | 75                     | 49                     | 29                     | 16                     | 9                      | 1                      | –                      | 3                      | 2                      |                        |
| ITF W75 (16D)               | 75                     | 49                     | 29                     | 16                     | 1                      | –                      | –                      | –                      | –                      |                        |
| ITF W50 (48E,32Q)           | 50                     | 33                     | 20                     | 11                     | 6                      | 3                      | 1                      | 2                      | 1                      |                        |
| ITF W50 (32E,32/24Q)        | 50                     | 33                     | 20                     | 11                     | 6                      | 1                      | –                      | 2                      | 1                      |                        |
| ITF W50 (16D)               | 50                     | 33                     | 20                     | 11                     | 1                      | –                      | –                      | –                      | –                      |                        |
| ITF W35 (48E, 32Q)          | 35                     | 23                     | 14                     | 8                      | 4                      | 2                      | 1                      | 1                      | –                      |                        |
| ITF W35 (32E, 48/64/32/24Q) | 35                     | 23                     | 14                     | 8                      | 4                      | –                      | –                      | 1                      | –                      |                        |
| ITF W35 (16D)               | 35                     | 23                     | 14                     | 8                      | –                      | –                      | –                      | –                      | –                      |                        |
| ITF W15 (32E, 48/64/32/24Q) | 15                     | 10                     | 6                      | 3                      | 1                      | –                      | –                      | –                      | –                      |                        |
| ITF W15 (16D)               | 15                     | 10                     | 6                      | 3                      | –                      | –                      | –                      | –                      | –                      |                        |